# Zhaozhou Congshen

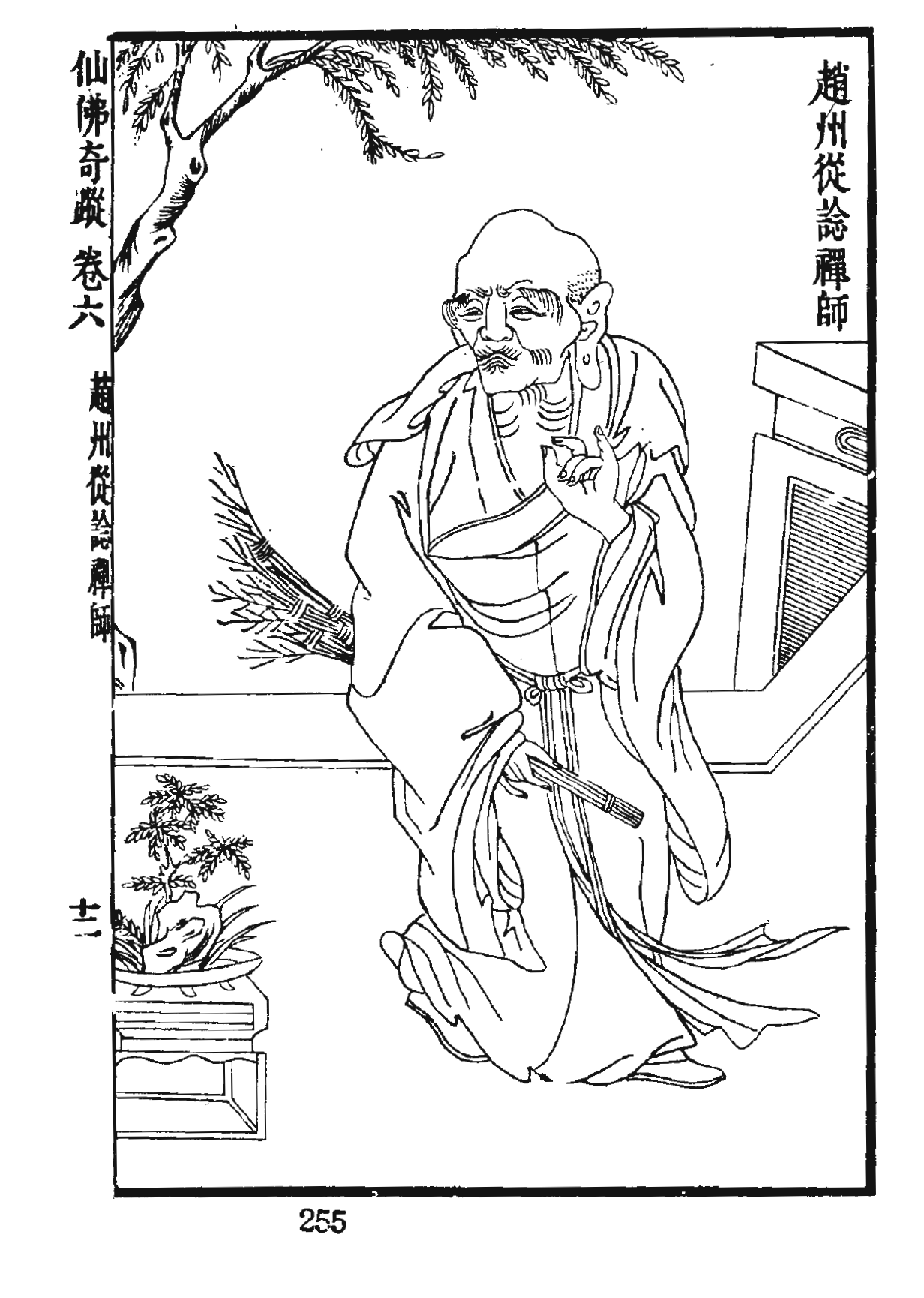
Zhaozhou Congshen

Zhaozhou Congshen (chinesisch 趙州從諗, Pinyin Zhàozhōu Cōngshěn, W.-G. Chao-chou Ts'ung-shen; jap. 趙州従諗 Jōshū Jūshin; * 778; † 897) war ein Meister des chinesischen Meditationsbuddhismus (Chan) im Kaiserreich China.
Seine Koans im Biyan Lu und im Wumenguan zählen zu den bekanntesten. Unter anderem antwortet er dabei auf die Frage, ob ein Hund die Buddha-Natur habe oder nicht, mit Mu.